# Фан Лічжі
Фан Лічжі (кит.: 方励之; 12 грудня 1936 — 7 квітня |2012) — китайський астрофізик, громадський діяч і дисидент.
Обіймав посади професора астрофізики і першого проректора Науково-технічного університету Китаю. В 1986—1987 активно виступав за радикальні політичні перетворення в Китаї:
|  | Необхідна всебічна відкритість чи повна вестернізація. Всебічна — це значить дозвілити передову культуру з усіх сторін завдати удар по Китаю, без всяких винятків. Удари можуть бути з боку економіки, знань, політичної системи, ідеології, морально-етичних критеріїв |

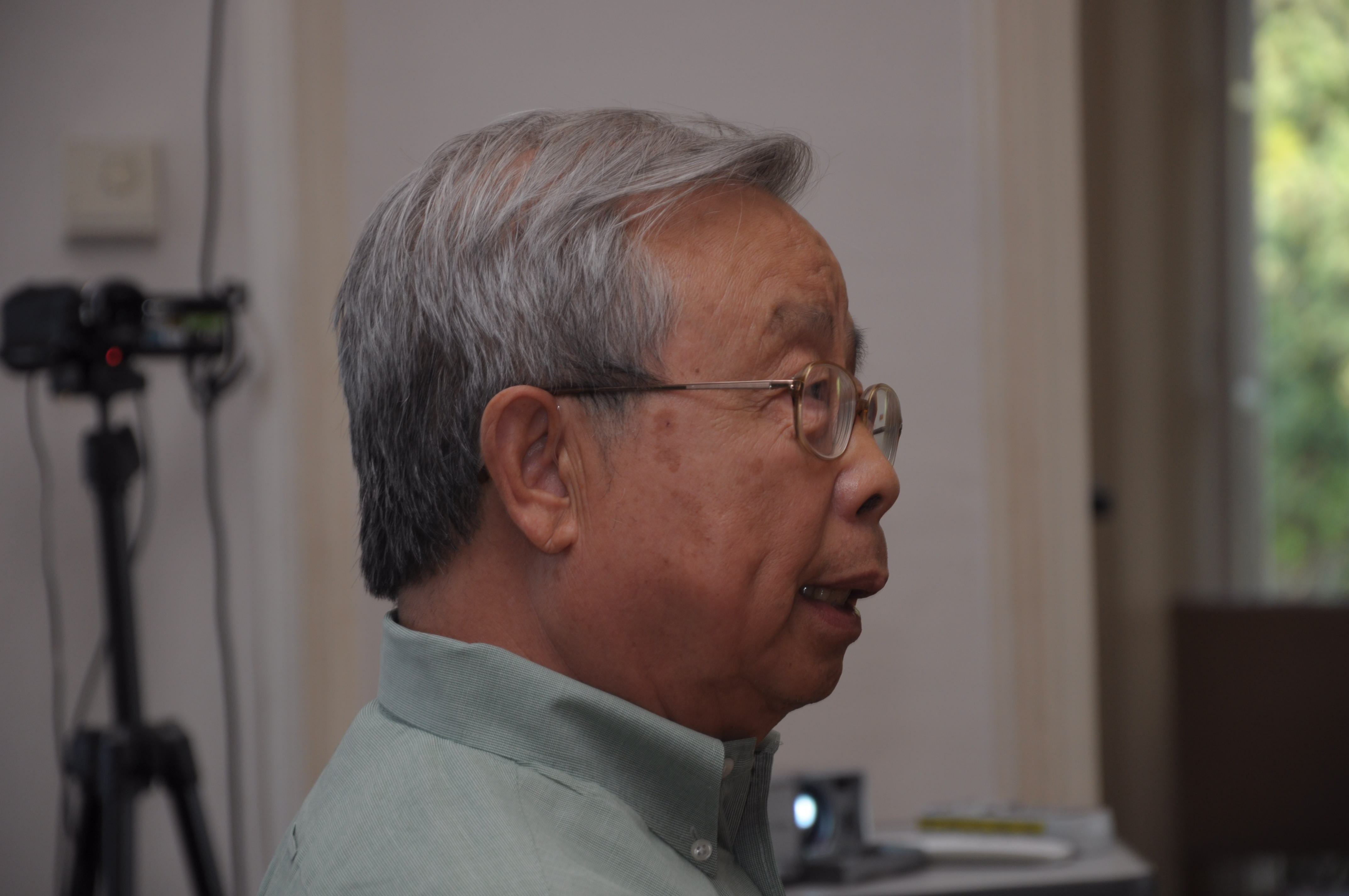
2010

У 1987 році професора, який отримав прізвисько «китайський Сахаров» за суміщення правозахисту та академічної кар'єри, зняли з усіх постів та виключили з Комуністичної партії Китаю.. Фан Лічжі вважається одним з натхненників студентських демонстрацій на площі Тяньаньмень в квітні-червні 1989 року. Виступи були жорстоко розігнано китайськими властями, при цьому загинули, за різними даними, від 200 до кількох тисяч протестувальників.
На наступний день після початку подій на площі Тяньаньмень, 5 червня 1989 року, разом зі своєю дружиною попросив політичного притулку в посольстві США в Пекіні. Перебував на території посольства протягом року, поки 25 червня 1990 не був вивезений разом з родиною на літаку Збройних сил США. Під час перебування на території посольства був удостоєний в США Премії імені Роберта Кеннеді за заслуги в галузі прав людини.
Після еміграції в США продовжив наукову роботу, викладав у Принстонському університеті, потім в університеті Аризони.

## Виноски
1. 1 2  Encyclopædia Britannica
2. ↑  Енциклопедія Брокгауз
3. ↑  Munzinger Personen
4. ↑  Professor Fang Lizhi dies in the USA, aged 76
5. ↑  Deutsche Nationalbibliothek Record #118924559 // Gemeinsame Normdatei — 2012—2016.
6. ↑  Identifiants et Référentiels — ABES, 2011.
7. 1 2  А. В. Ломанов. Как увядали сто цветов [Архівовано 2008-06-29 у Wayback Machine.] // «Россия в глобальной политике», № 2, Март — Апрель 2005.
8. ↑  Fang Lizhi. Letters from the Other China [Архівовано 17 квітня 2009 у Wayback Machine.] // The New York Review of Books, Volume 36, Number 12 (July 20, 1989) (англ.)